# Podlože
Podlože este o localitate din comuna Majšperk, Slovenia, cu o populație de 266 de locuitori.